# 야 알리
야 알리(Ya-Ali, 아랍어: یاعلی))는 무슬림들이 알리 이븐 아비 탈리브의 기억이나 중재를 언급하기 위해 사용하는 아랍어 문구이다. 시아파는 이 문구를 타왓술(중재)이라는 이름의 행위에서 사용한다.

## 정의
이 문구는 "오 무함마드"(O Muhammad)를 의미한다. 야(yā)라는 단어는 호격을 나타내며 사람에게 직접적으로 말하는 것을 의미한다. 개인 이름 앞에 아랍어 사용자가 사용하는 일반적인 접두사이다.